# Re (álbum)
Re es el segundo álbum de estudio de la banda de rock alternativo Café Tacvba, lanzado al mercado el 22 de julio de 1994 por Warner Music Group. Fue grabado en Los Ángeles, California y Cuernavaca, Morelos bajo la producción de Gustavo Santaolalla. Este es considerado su mejor material de estudio y por algunos críticos, como el mejor álbum en español de la historia. Para este disco Café Tacvba contó con la participación de otros artistas como Luis Conte y Alejandro Flores. Rubén Albarrán, vocalista del grupo, es acreditado en este disco como "Cosme".
En él la banda experimenta con diversos géneros musicales, desde la música regional mexicana, como el trío, el huapango, la música norteña y banda, hasta otros tan diversos como el punk, el funk, el grunge, el mambo, el samba brasileño y el ska jamaiquino. El disco fue ampliamente aclamado por la crítica (enarbolado a la categoría de obra maestra) e incluso ha sido comparado por diversos medios norteamericanos con el White Album de The Beatles debido a su genialidad musical, variedad, calidad y cantidad de temas. Con este alcanzaron la consagración internacional y llegaron a vender casi medio millón de copias de este material. La Revista Rolling Stone lo nombró el mejor álbum latinoamericano de la historia del rock.

## Historia
Tras la buena acogida que tuvo el álbum debut homónimo de 1992, los Tacvba empiezan a dar forma lo que será su segundo material. La banda venía de girar por todo el país, y en esos viajes descubrieron más de cerca la multiculturalidad de México en su conjunto, y la manera en que toda esa suma de códigos podía convivir dentro de una misma sociedad. Esa fascinación por el rock, la tradición, la estética, el sincretismo y la amalgama de lo preshispánico con lo postmoderno, los lleva a dar un paso más allá y a componer canciones que los retraten como jóvenes inmersos en un país diverso, con las distintas visiones y músicas que habían escuchado ellos hasta ese momento. Además, se suma a esto la intención de por primera vez crear canciones premeditadas para un álbum de estudio y no canciones que vieran la luz en presentaciones en vivo como sucedió con el repertorio de la placa anterior.
El título de Re es completamente literal y conceptual. Viene del prefijo "re-" y es una reflexión acerca del ciclo de la vida humana, y de la idea de que el mestizaje musical es un recorrido circular que vuelve a su punto inicial. Es más: en una edición rara y limitada del disco (que solo salió en México), aparecen en su arte las palabras Repetición, Reiteración, Reciclaje, Resistencia; además de una especie de caligrama en forma de espiral con la leyenda "Todo lo que fue volverá a ser y todo lo que es dejará de ser - proverbio nahuatl", y hasta una cita textual del antropólogo mexicano Guillermo Bonfil Batalla que habla precisamente de la noción cíclica del tiempo.
El título Re guarda también relación con lo que es el trabajo profesional de la banda, ya que un segundo material de estudio significaba para ellos un ciclo de reinicio.
El álbum salió a la venta a mediados de 1994, y pese a dar cuenta de un loable crecimiento artístico, este no tuvo en sus albores una recepción favorable. Tanto la crítica como el público mexicano vilipendiaron a la placa, por considerarla extraña, incomprensible y no tan divertida como lo fue el primer álbum. No obstante, algunas canciones de Re comenzarían en un tiempo a sonar fuerte en países de América del Sur, particularmente en Chile donde fueron a tocar varias veces dentro de un mismo año. A raíz de esto, su popularidad creció y se extendió al resto de la región hispanoamericana (en buena parte por la "generación MTV" de los noventa) y despiertan el interés de la prensa especializada norteamericana y de artistas de la talla de David Byrne.
Re terminó siendo un éxito rotundo, logrando disco de oro solo en México por más de 40,000 copias vendidas, y pone a la banda en el mapa del rock en español. De esta producción se desprendió como sencillo "La Ingrata," cuyo video fue premiado como Video de la Gente en los MTV Video Music Awards de 1995, en la señal latina. También se desprendieron otras importantes canciones que ya son clásicos de la banda: El Ciclón, Esa noche, Las Flores, El Metro, El baile y el salón y El puñal y el corazón.
A fines de 2014, Cafe Tacvba realiza la gira #20reCT25, que celebró el vigésimo aniversario del álbum y las bodas de plata de la agrupación, recorriendo México, Estados Unidos y países de Sudamérica. En cada una de esas fechas, el cuarteto tocó de manera íntegra del ya célebre disco, con las veinte canciones que lo conforman.

## Álbum
En esta producción, volvió a colaborar con la banda el argentino Gustavo Santaolalla, productor del disco anterior. Las canciones que le dan forma a Re manejan una gran paleta de instrumentación e incorporación de diversos estilos musicales en una misma canción pero sin perder el tono uniforme del disco. Su temática gira alrededor del reconocimiento de las diferencias culturales de un México diverso a través de lo cíclico del sonido.
La ecléctica propuesta del álbum se vislumbra con la canción que le da inicio: «El aparato», instrumentada por sonidos autóctonos y electrónicos y que cuenta una historia paranormal protagonizada por un tal Pablo.
«La Ingrata», una parodia a la música norteña, en una especie de polka-ska, y que fue el máximo hit del disco. En 2017 el grupo declara que no volvería a tocarla para evitar cambiar la mentalidad de las personas con una canción que habla de darle dos balazos a una mujer.
Le sigue el también sencillo «El ciclón», canción funk llevada por clavinet que hace eco a Billy Preston y su letra es quizás la que mejor grafica y resume el concepto de Re. «El borrego» es un estrambótico punk-metal industrial, que recuerda algo a Ministry, y su letra ironiza en primera persona la escualidez de la identidad y la ambigüedad ideológica (aunque a la vez menciona y rinde tributo a otras bandas de la escena rock mexicana como La Lupita y Maldita Vecindad). Continúa una de las que más resalta del disco que es «Esa noche», un exquisita corte con características de bolero y que en el arte del álbum aparece dedicado a Chavela Vargas.
«24 Horas» es una historia de amor desenfadada, pero cruzada por los ajetreos de la "vida moderna"; probable alegoría de las grandes ciudades. El realismo mágico hace su presencia con «Ixtepec» (tema inspirado en la novela Los recuerdos del porvenir de Elena Garro) y cuyo remate sintoniza con el concepto circular del álbum: la vida es un ciclo. 
«Trópico de cáncer» es la canción más política del álbum, cuya letra -en forma de diálogo- crítica al llamado 'progreso', a la industria petrolera, y con un ritmo que oscila entre el bossanova y el sonido industrial. Le sigue la historia de amor enclaustrada de «El metro», canción groovie que fue también muy tocada en radios, y que además hace mención de distintas estaciones del metro de la Ciudad de México. Otra alegoría de las grandes ciudades.
«El Fin de la Infancia» es una pieza que utiliza instrumentos metálicos de viento a manera de banda sinaloense, a manera de quebradita pero con una energía ska-punk, y su título está inspirado en el libro mismo nombre de Arthur C. Clarke. Su ritmo no es casual ya que la letra da cuenta de los ideales de Tacvba por esos años; cuestiona abiertamente el malinchismo y es una arenga a los jóvenes a defenderse de los moldes culturales forzados, provenientes del primer mundo, agregando que bailar es más que una actividad recreativa, y lo llama una forma de autodeterminación y de búsqueda de una vanguardia cultural propia.
Luego del desenfreno bailable, viene la picardía de «Madrugal», un bolero breve y exquisito cuya letra está inspirada en el humor literario de Jorge Ibargüengoitia. Cabe destacar también su excelso requinto, tocado en el álbum por el músico peruano Ramón Stagnaro.
«Pez» es una canción de 2:18 de duración y trata sobre las turbulentas sensaciones de un pez al asifixiarse tras ser atrapado por "algún ser" y sacarlo de su medio. Busca mostrar el dolor y desesperación que deben sentir los animales al ser cazados. La canción se une sin un solo silencio con «Verde» (1:55), un poco más corta, es muy triste e industrial. Una particularidad es que el tema Verde culmina donde comienza los primeros versos y acordes de Pez; otra alusión a la idea de concepto circular. Puede tener varias interpretaciones, como que al pez lo cambiaron de lugar retornándolo a su hábitat natural, o que durante el proceso de muerte se le presentan sus más grandes miedos ("Vida, tú que eres verde no me hagas tragar tu caliz, o es que quieres que encuentre la muerte. Ir allá contigo estar como aparte de ti. Manatíes cocodrilos, me tragan, me procesan, me hacen de ti.") Aquí la alusión a la circularidad de la vida vuelve a aparecer. «La negrita» es una especie de fábula, a ritmo de samba, que habla de una mujer retornando dichosa a su terruño tras peregrinar en busca de una supuesta mejor vida; una alegoría de la migración. Le sigue «El Tlatoani del barrio» tiene un sonido completamente mestizo y cuenta la historia de cómo se conocieron los padres de Rubén Albarrán (o "Cosme" como se hace llamar en este disco).
«Las flores» es otro de los éxitos del álbum y aunque insinúa al comienzo una especie de ritmo llanero, desemboca rápidamente en un colorido ska psicodélico. Luego viene la sublevación de «La pinta», que toma del aura grunge de la época, y cuya letra contrasta un acento español con mexicanismos (incluyendo la alusión a una estación de metro). Para luego irrumpir «El baile y el salón», otra canción de amor que resalta del disco y una muy querida por los seguidores del grupo; de suave estilo pop de los setenta y con su característico coro Paparupapa eu eo. Pocos saben que esta canción está inspirada en Haciendo el amor con música, ensayo de D.H. Lawrence. 
De lleno entra después la impresionante fusión de mambo y bossanova de «El puñal y el corazón», donde la letra personifica el orgullo herido de un hombre despechado (tema recurrente en la música popular latinoamericana). El álbum Re cierra de manera sublime con «El balcón», cuya letra es un microcuento de amor entre dos esclavos, narrado en primera persona, pero su sonido -además de tener un volumen deliberadamente bajo- recuerda más bien al jazz y al swing de los años 1940, además de una posible influencia de Agustín Lara.
Para el año 2023 el álbum Re encabeza la lista de Los 50 mejores álbumes de rock latinoamericano, siendo parte de 11 agrupaciones mexicanas que aparecen.

«Is the equivalent of the Beatles for the Rock en Espanol . [...]». (Re es el equivalente de The Beatles en el Rock en español ').
Jon Pareles (The New York Times)

## Lista de canciones
| N.º | Título | Autor                    | Duración |  |
| 1.  | «El Aparato» | R. Albarrán              | 3:18     |  |
| 2.  | «La ingrata» | E. del Real              | 3:31     |  |
| 3.  | «El ciclón» | E. del Real, R. Albarrán | 2:54     |  |
| 4.  | «El borrego» | E. del Real              | 2:08     |  |
| 5.  | «Esa noche» (Dedicada a Chavela Vargas)                                                                                           | J. Rangel, E. Rangel     | 3:26     |  |
| 6.  | «24 Horas» | J. Rangel                | 2:19     |  |
| 7.  | «Ixtepec» | J. Rangel, E. del Real   | 3:19     |  |
| 8.  | «Trópico de Cáncer» | R. Albarrán              | 4:39     |  |
| 9.  | «El metro» | E. del Real              | 3:45     |  |
| 10. | «El fin de la infancia» | J. Rangel                | 2:18     |  |
| 11. | «Madrugal» | E. Rangel                | 1:08     |  |
| 12. | «Pez» | J. Rangel, E. del Real   | 2:58     |  |
| 13. | «Verde» (Continuación de "Pez")                                                                                                   | R. Albarrán              | 1:54     |  |
| 14. | «La negrita» | J. Rangel, E. Rangel     | 3:04     |  |
| 15. | «El Tlatoani del barrio» (Tlahtoāni es una palabra nahuatl usada para describir a los dirigentes o reyes de las tribus nahuatls.) | R. Albarrán              | 3:26     |  |
| 16. | «Las flores» | E. del Real              | 2:15     |  |
| 17. | «La Pinta» | R. Albarrán              | 2:48     |  |
| 18. | «El baile y el salón» | J. Rangel, E. del Real   | 5:07     |  |
| 19. | «El puñal y el corazón» | R. Albarrán              | 4:21     |  |
| 20. | «El balcón» | R. Albarrán              | 1:38     |  |

## Listas
| Publicación              | País           | Premio                                                  | Año  | Puesto |
| ------------------------ | -------------- | ------------------------------------------------------- | ---- | ------ |
| Alborde                  | Estados Unidos | Los 250 álbumes más importantes del Rock Iberoamericano | 2006 | 1      |
| Rolling Stone            | EUA            | Los 10 mejores discos de rock latino de la historia.    | 2012 | 1      |
| Región Cuatro            | México         | Los 100 mejores discos de México                        | 2011 | 1      |
| Spazz                    | Estados Unidos | Mejores álbumes de toda la historia a nivel mundial     | 2013 | 55     |
| Los 600 de Latinoamérica | América Latina | 200 discos 1920-2022                                    | 2024 | 3      |

## Músicos
- Cosme - voz
- Emmanuel del Real - teclados, piano, melodión, caja de ritmo, voz y coros
- Joselo Rangel - guitarra acústica y eléctrica, jarana y coros
- Quique Rangel -  tololoche, contrabajo y guitarrón

##### Músicos invitados
- Gustavo Santaolalla - solo de guitarra acústica en "El baile y el salón"
- Harry Scorzo - violín en "Esa noche" y "El puñal y el corazón"
- Roberto Hdez - banda en "El fin de la infancia" y trompeta en "La ingrata"
- Luis Conte - percusión en "La negrita" y "El puñal y el corazón"
- Grupo Cielo y Tierra - coros en "El aparato" y "Trópico de cáncer"
- Ramón Stagnaro - requinto en "Madrugal"
- James Mason - sax en "El puñal y el corazón"
- Renee Grizell - flauta en "El ciclón", "Verde" y "El puñal y el corazón"
- Melissa Hassin - chelo en "El ciclón" y "Verde"